# U.S. Route 223
 (mars 2025).
Si vous disposez d'ouvrages ou d'articles de référence ou si vous connaissez des sites web de qualité traitant du thème abordé ici, merci de compléter l'article en donnant les références utiles à sa vérifiabilité et en les liant à la section « Notes et références ».
La US Route 223 (US 223) est une US Route auxiliaire de la US 23 formant une diagonale reliant Sylvania, Ohio aux environs de Jackson, Michigan. La route parcourt un total de 46,34 miles (74,58 km).

## Description du tracé

### Ohio
La US 223 débute à la jonction de la US 23 / SR 51 / SR 184 à Sylvania. Elle forme un multiplex avec la US 23 et se dirige vers le nord pour rapidement atteindre la frontière du Michigan.

### Michigan
La US 223 entre au Michigan en multiplex avec la US 23. Après une courte distance, elle quitte le tracé autoroutier de la US 23 pour se diriger vers le nord-ouest. Elle passe par Blissfield et Adrian avant de prendre fin au nord d'Addison, à la jonction avec la US 127.

## Intersections majeures

### Ohio
US 23 / SR 51 / SR 184 à Sylvania

### Michigan
US 127 à Woodstock Township